# Peter Nero
Pour les articles homonymes, voir Nero.
Peter Nero, né le 20 mai 1934 et mort le 6 juillet 2023 à Eustis (Floride), est un pianiste et chef d'orchestre populaire américain.

## Biographie
Peter Nero a montré dès l'enfance son intérêt pour le piano, prenant ses premières leçons à l'âge de 7 ans. Son talent précoce lui a ouvert les portes de la prestigieuse Juilliard School. À 17 ans il s'est fait connaître du grand public américain lorsqu'il a été invité à jouer la Rhapsody in Blue de Gershwin à l'émission Paul Whiteman's TV Special. Il a enregistré son premier album en 1961 pour la RCA, remportant cette année-là le Grammy du meilleur nouvel artiste. Il en a reçu un autre l'année suivante pour son album The Colorful Peter Nero, et il a été en nomination par la suite à dix autres reprises.
Il a enregistré plus d'une soixantaine d'albums au cours de sa carrière, dans lesquels il fait montre de sa polyvalence avec autant de succès dans des genres allant du répertoire classique au jazz. En 1971, sa version du thème du film Summer Of '42 s'est classée au 21e rang du Hit-parade. Il a fondé à Philadelphie l'orchestre Philly Pops qu'il a dirigé jusqu'en 2012. Il a reçu de nombreux honneurs, dont six doctorats honoris causa.

## Discographie partielle
- Piano Forte, RCA, 1961.
- New Piano in Town, RCA, 1961.
- Young and Warm and Wonderful, RCA, 1962.
- The Colorful Peter Nero, RCA, 1962.
- Sunday in New York, RCA, 1964.
- Peter Nero Plays Songs You Won’t Forget, RCA, 1964.
- Nero Goes Pops (with the Boston Pops), RCA, 1965.
- The Screen Scene, RCA, 1966.
- Peter Nero Plays a Salute to Herb Alpert and the Tijuana Brass, RCA, 1967.
- Peter Nero Plays "Born Free" and Others, RCA, 1967.
- Peter Nero Plays "Love is Blue" and Ten Other Great Songs, RCA, 1968.
- Gershwin’s Concerto in F, RCA, 1968.
- The Great Songs of Burt Bacharach and Hal David, RCA, 1968.
- From "Hair" to Hollywood, Columbia, 1969.
- I’ll Never Fall in Love Again: Peter Nero Plays the Great Love Songs of Today, Columbia, 1970.
- Love Story, Columbia, 1970.
- This is Broadway, RCA, 1971.
- The Summer of ’42, Columbia, 1971.
- Peter Nero Plays Music from Great Motion Pictures, RCA, 1972.
- The World’s Favorite Gershwin, RCA, 1972.
- The First Time Ever (I Saw Your Face), Columbia, 1972.
- The World of Peter Nero, Columbia, 1973.
- A Quadraphonic Concert! (with Andre Kostelanetz), Columbia, 1973.
- Disco, Dance, and Love Themes of the 70s, Arista, 1975.
- Wives and Lovers, Pickwick, 1976.
- Peter Nero Now, Concord, 1977.
- Peter Nero Plays Great Songs from the Movies, Sony, 1990.

## Référence
1. ↑  (en) Earl Hopkins | Peter Dobrin, « Famed pianist and Pops legend Peter Nero has died at 89 », sur inquirer.com, 8 juillet 2023 (consulté le 10 juillet 2023).
2. ↑  Top Pop Singles (Joel Whitburn)